# Nobuyuki Wakai
Nobuyuki Wakai (若井伸之, Chiba, 25 juli 1967 - Jerez de la Frontera, 1 mei 1993) was een Japanse motorcoureur.

## Carrière
Nobuyuki Wakai kwam gedurende zijn GP-carrière uit in de 125cc en 250cc. Helaas kwam hij in zijn eerste seizoen als Suzuki-fabriekscoureur, op tragische wijze om het leven bij de kwalificatie voor de Grand Prix van Spanje van 1993 op het Circuito Permanente de Jerez nabij Jerez de la Frontera, Spanje.
Het ongeluk vond plaats tijdens de kwalificatie voor de 4e race van het wereldkampioenschap 250cc. Tijdens die kwalificatie op zaterdag voorafgaand aan de race, kwam Nobuyuki Wakai, toen hij net de pitstraat uit wilde rijden, in botsing met een Italiaanse fan die een vriend was van Loris Reggiani. Doordat er nog geen snelheidslimiet in de pitstraat gold, reed Wakai met een hoge snelheid en kon hij deze fan niet meer ontwijken, waardoor Nobuyuki met zijn hoofd tegen de muur viel. Hij werd overgebracht naar een ziekenhuis in Sevilla, waar hij diezelfde avond op 25-jarige leeftijd overleed aan zijn verwondingen. De fan had geen toegang tot de pitstraat. Als gevolg van dit ongeluk werd een snelheidslimiet in de pitstraat ingesteld.
Hij reed op dat moment zijn eerste volledige seizoen voor Team Lucky Strike Suzuki. Een jaar ervoor had hij, toen actief als 125cc GP-coureur, al eens eenmalig ingevallen in Duitsland voor Wilco Zeelenberg die in 1992 voor dat fabrieksteam reed in de 250 cc-klasse.
Wie weet wat we nog hadden mogen zien van deze coureur met spectaculaire rijstijl.

## Resultaten
Puntensysteem van 1988 tot en met 1992:
| Positie | 1  | 2  | 3  | 4  | 5  | 6  | 7 | 8 | 9 | 10 | 11 | 12 | 13 | 14 | 15 |
| Punten  | 20 | 17 | 15 | 13 | 11 | 10 | 9 | 8 | 7 | 6  | 5  | 4  | 3  | 2  | 1  |

Puntensysteem in 1993:
| Positie | 1  | 2  | 3  | 4  | 5  | 6  | 7 | 8 | 9 | 10 | 11 | 12 | 13 | 14 | 15 |
| Punten  | 25 | 20 | 16 | 13 | 11 | 10 | 9 | 8 | 7 | 6  | 5  | 4  | 3  | 2  | 1  |

### Resultaat per race
| Jaar | Categorie | Moto   | 1      | 2       | 3       | 4       | 5      | 6      | 7       | 8      | 9     | 10      | 11      | 12    | 13      | 14    | Punten | Positie |
| ---- | --------- | ------ | ------ | ------- | ------- | ------- | ------ | ------ | ------- | ------ | ----- | ------- | ------- | ----- | ------- | ----- | ------ | ------- |
| 1990 | 125cc     | Honda  | JAP 13 | ESP -   | NAC -   | GER -   | AUT -  | YUG -  | TT -    | BEL -  | FRA 6 | GBR -   | SUE -   | CHE - | HUN -   | AUS - | 3      | 34e     |
| 1991 | 125cc     | Honda  | JAP 12 | AUS -   | ESP 21  | ITA 6   | GER 9  | AUT 12 | EUR Ret | TT 15  | FRA 8 | GBR Ret | RSM Ret | CHE 5 | MAL 3   |       | 60     | 10e     |
| 1992 | 125cc     | Honda  | JAP 3  | AUS 4   | MAL Ret | ESP 5   | ITA 10 | EUR 9  | GER 9   | TT Ret | HUN 4 | FRA 8   | GBR 10  | BRA 8 | RSA Ret |       | 52     | 10e     |
| 1992 | 250cc     | Suzuki | JAP -  | AUS -   | MAL -   | ESP -   | ITA -  | EUR -  | GER 7   | TT -   | HUN - | FRA -   | GBR -   | BRA - | RSA -   |       | 4      | 18e     |
| 1993 | 250cc     | Suzuki | AUS 21 | MAL Ret | JAP 28  | ESP DNS | AUT -  | GER -  | TT -    | EUR -  | RSM - | GBR -   | CZE -   | ITA - | USA -   | FIM - | 0      | -       |